# Burda Style
Burda Style (fostă: Burda Moden, Burda World of Fashion) este o revistă de modă publicată în 16 limbi și 89 de țări.
Revista Burda Moden a fost înființată, în anii '50, de către Aenne Burda, prima femeie din landul Baden-Württemberg căreia i-a fost înmânată Marea Cruce de Merit a Germaniei, pentru „deosebita contribuție la dezvoltarea conștiinței de sine a modei”.
Aenne Burda a înființat apoi editura cu același nume.

## Burda Style în România
Revista este prezentă și în România, unde este editată de compania de presă Burda România.
A fost lansată inițial în anul 2000, în varianta orginală, în limba germană, iar în aprilie 2006 apare în varianta românească.